# تپه گول
تپه گول مربوط به هزاره اول قبل از میلاد - دوره اشکانیان و دوره ساسانیان است و در شهرستان میانه، بخش مرکزی، دهستان کله بوز شرقی، ۸۰۰ متری شمال روستای قره زیارت واقع شده و این اثر در تاریخ ۲۷ آبان ۱۳۸۶ با شمارهٔ ثبت ۲۰۲۱۸ به‌عنوان یکی از آثار ملی ایران به ثبت رسیده است.